# Valerie Bryson
Valerie Bryson, född 27 maj 1948 i England, är en brittisk statsvetare och feminist. Hon är professor emerita vid University of Huddersfield i Huddersfield. Bryson har tidigare varit gästprofessor vid Örebro universitet.

## Biografi
Valerie Bryson föddes år 1948. Hon var professor vid University of Huddersfield från 2002 till 2010. År 2006 grundade hon Centre for Democracy and Governance.
I boken The Futures of Feminism från 2021 beskriver Bryson dagens och framtidens feminism. Hon hävdar att feministerna av idag är alltför splittrade och brister i solidaritet sinsemellan.